# هوكس بلف
هوكس بلف (بالإنجليزية: Hokes Bluff)‏ هي مدينة أمريكية تقع في ولاية ألاباما.تبلغ مساحة هذه المدينة 30.6 (كم²)،ويبلغ عدد سكانها 4149 نسمة حسب إحصاء سنة 2010 م.تشير الإحصاءات بأن الكثافة السكانية في هذه المدينة تقدر بـ(135.6) نسمة/كم2.

## التركيبة السكانية
حدّد مكتب تعداد الولايات المتحدة بيانات التركيبة السكانية لهوكس بلف في تعداد الولايات المتحدة. في ما يلي، التركيبة السكانية حسب تعدادي 2000 و2010.

### تعداد عام 2000
بلغ عدد سكان هوكس بلف 4,149 نسمة بحسب تعداد عام 2000، وبلغ عدد الأسر 1,638 أسرة وعدد العائلات 1,273 عائلة مقيمة في المدينة. في حين سجلت الكثافة السكانية 132.5 نسمة لكل كيلومتر مربع (343.2/ميل2). وبلغ عدد الوحدات السكنية 1,721 وحدة بمتوسط كثافة قدره 54.9 لكل كيلومتر مربع (142.2/ميل2).
وتوزع التركيب العرقي للمدينة بنسبة 98.99% من البيض و0.10% من الأمريكيين الأفارقة و0.22% من الأمريكيين الأصليين و0.07% من الأمريكيين ذوي الأصول الآسيوية و0.24% من الأعراق الأخرى و0.39% من عرقين مختلطين أو أكثر و0.46% من الهسبانيون أو اللاتينيون من أي عرق.
بلغ عدد الأسر 1,638 أسرة كانت نسبة 35% منها لديها أطفال تحت سن الثامنة عشر تعيش معهم، وبلغت نسبة الأزواج القاطنين مع بعضهم البعض 67.6% من أصل المجموع الكلي للأسر، ونسبة 7.3% من الأسر كان لديها معيلات من الإناث دون وجود شريك، بينما كانت نسبة 2.8% من الأسر لديها معيلون من الذكور دون وجود شريكة وكانت نسبة 22.3% من غير العائلات. تألفت نسبة 20.9% من أصل جميع الأسر من عدة أفراد يعيشون في نفس المنزل ونسبة 11.1% كانت تتألف من شخص يعيش بمفرده يبلغ من العمر 65 عاماً أو أكثر. وبلغ متوسط حجم الأسرة المعيشية 2.53، أما متوسط حجم العائلات فبلغ 2.93.
بلغ العمر الوسطي للسكان 39.9 عاماً. وكانت نسبة 22.9% من القاطنين تحت سن الثامنة عشر، وكانت نسبة 7.1% بين الثامنة عشر والرابعة والعشرين عاماً، ونسبة 28% كانت واقعةً في الفئة العمرية ما بين الخامسة والعشرين والرابعة والأربعين عاماً، ونسبة 26.7% كانت ما بين الخامسة والأربعين والرابعة والستين، ونسبة 15.3% كانت ضمن فئة الخامسة والستين عاماً فما فوق. يوجد لكل 100 أنثى 93.7 ذكر، ويوجد لكل 100 أنثى في الثامنة عشر من عمرها فما فوق 89.2 ذكر.
بلغ متوسط دخل الأسرة في المدينة 37,923 دولارًا، أما متوسط دخل العائلة فبلغ 42,534 دولارًا. وكان متوسط دخل الذكور 32,444 دولارًا مقابل 26,513 دولارًا للإناث. وسجل دخل الفرد الخاص بالمدينة 17,476 دولارًا. وكانت نسبة 3.8% من العائلات ونسبة 4.3% من السكان تحت خط الفقر، وكان من هؤلاء نسبة 6% تحت سن الثامنة عشر ونسبة 1.7% في الخامسة والستين من العمر وما فوق.

### تعداد عام 2010
بلغ عدد سكان هوكس بلف 4,286 نسمة بحسب تعداد عام 2010، وبلغ عدد الأسر 1,747 أسرة وعدد العائلات 1,287 عائلة مقيمة في المدينة. في حين سجلت الكثافة السكانية 136.8 نسمة لكل كيلومتر مربع (354.3/ميل2). وبلغ عدد الوحدات السكنية 1,846 وحدة بمتوسط كثافة قدره 58.9 لكل كيلومتر مربع (152.6/ميل2).
وتوزع التركيب العرقي للمدينة بنسبة 98.51% من البيض و0.35% من الأمريكيين الأفارقة و0.14% من الأمريكيين الأصليين و0.42% من الأمريكيين ذوي الأصول الآسيوية و0.09% من الأعراق الأخرى و0.49% من عرقين مختلطين أو أكثر و0.23% من الهسبانيون أو اللاتينيون من أي عرق.
بلغ عدد الأسر 1,747 أسرة كانت نسبة 31.5% منها لديها أطفال تحت سن الثامنة عشر تعيش معهم، وبلغت نسبة الأزواج القاطنين مع بعضهم البعض 60.2% من أصل المجموع الكلي للأسر، ونسبة 9.9% من الأسر كان لديها معيلات من الإناث دون وجود شريك، بينما كانت نسبة 3.6% من الأسر لديها معيلون من الذكور دون وجود شريكة وكانت نسبة 26.3% من غير العائلات. تألفت نسبة 23.8% من أصل جميع الأسر من عدة أفراد يعيشون في نفس المنزل ونسبة 11.8% كانت تتألف من شخص يعيش بمفرده يبلغ من العمر 65 عاماً أو أكثر. وبلغ متوسط حجم الأسرة المعيشية 2.45، أما متوسط حجم العائلات فبلغ 2.88.
بلغ العمر الوسطي للسكان 42.3 عاماً. وكانت نسبة 21.7% من القاطنين تحت سن الثامنة عشر، وكانت نسبة 6.6% بين الثامنة عشر والرابعة والعشرين عاماً، ونسبة 26% كانت واقعةً في الفئة العمرية ما بين الخامسة والعشرين والرابعة والأربعين عاماً، ونسبة 28.3% كانت ما بين الخامسة والأربعين والرابعة والستين، ونسبة 17.4% كانت ضمن فئة الخامسة والستين عاماً فما فوق. وتوزع التركيب الجنسي للسكان بنسبة 48.7% ذكور و51.3% إناث.

## أعلام
- دريك وايت

## طالع أيضًا
- قائمة مدن ولاية ألاباما
- ولاية ألاباما